# Emmanuel Van der Auwera

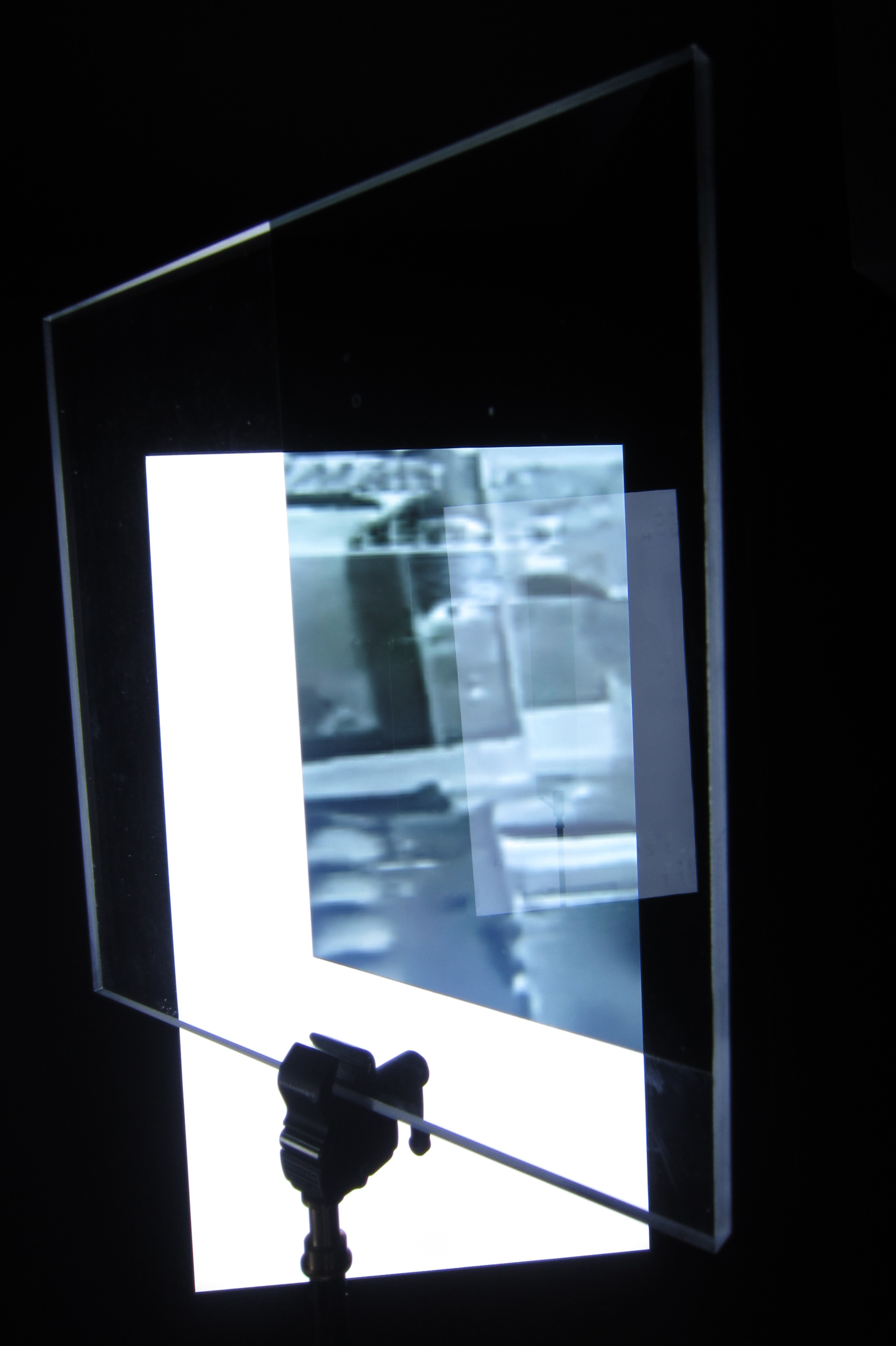
videoinstallatie van Emmanuel Van der Auwera

Emmanuel Van der Auwera (°1982) is een Belgisch beeldend kunstenaar die leeft en werkt in Brussel. Met zijn films, VideoSculptures, conceptuele projecten en ruimtelijke installaties verkent Van der Auwera het gebruik van conceptuele en vormelijke filters in de productie en verspreiding van beeldmateriaal om zo de simulatie en kadering van boodschappen binnen onze maatschappij bloot te leggen.

## Toelichting
Hij studeerde aan de École supérieure d'Art in Clermont-Ferrand (2005-2008) en aan de Studio national des Arts contemporains (Le Fresnoy) (2008-2010). Tussen 2013 en 2015 volgde hij een postgraduaat opleiding aan het HISK te Gent. In VideoSculpture XII (Everything now is measured by after), een ruimtelijk opgestelde videoinstallatie uit 2016, toont hij found footage van oorlogsvoering op afstand met gesofisticeerde technologie en drones. De geregisseerde actie, vastgelegd op deze beelden, wordt echter pas zichtbaar wanneer de toeschouwer letterlijk plaatsneemt voor een filter. Even goed gaat het dus over de Westerse blindheid ten opzichte van wat we al dan niet willen zien.

In de solotentoonstelling Everything Now Is Measured By After (2017) bij Harlan Levey Projects, te Brussel toonde hij twee installaties namelijk VideoSculpture XII en de Memento-serie. De installatie bevat videoschermen gekaderd door polariserende filters en bewerkte offsetplaten waarop een catastrofe afgebeeld staat. In deze installaties gaan esthetiek, conceptueel spel en verwondering samen om een betekenis te genereren.
In mei 2018 werd in Kunstmuseum aan Zee, Oostende ENTER #8: Emmanuel Van der Auwera geopend en in januari 2019 had hij zijn eerste grote solotentoonstelling in Amerika bij Dallas Contemporary, gecureerd door Justine Ludwig.
Emmanuel Van der Auwera wordt vertegenwoordigd door Harlan Levey Projects, Brussel.

## Tentoonstellingen
- 2018 Shudder: Fundamental Research Presents Emmanuel Van der Auwera, Gluon, Brussel
- 2018 Black Box Series, ARGOS, Brussel
- 2018 It is difficult / To get the news from poems / Yet men die miserably every day / For lack / Of what they found there, Sofie Van de Velde Gallery, Antwerpen
- 2017 Everything Now Is Measured By After, Harlan Levey Projects, Brussel
- 2017 Untitled, Miami Beach, Harlan Levey Projects, Miami
- 2017  Ecce Homo, Geukens & De Vil, Antwerpen
- 2017 Angst, Museum Dr. Guislain, Gent
- 2017 Directing the Real: Artists’ Films and Video in the 2010s, gecureerd door Leonardo Bigazzi, Palazzo Medici Riccardi, Firenze
- 2017 Private Choices, gecureerd door Carine Fol, Centrale For Contemporary Art, Brussel
- 2017 Expo Chicago, Harlan Levey Projects, Chicago
- 2017 Ars Electronica, Linz
- 2017 Wiels 10th Anniversary/Kunstenfestivaldesarts, Brussel
- 2017 Dallas Art Fair, Harlan Levey Projects, Dallas
- 2017 Art Brussels, Harlan Levey Projects, Brussel
- 2017 Zona Maco Mexico Arte Centemporaneo, Harlan Levey Projects, Mexico City
- 2016 Art Rotterdam, New Art Section, Harlan Levey Projects, Rotterdam
- 2016 Indiscipline (WIELS Programma), Palais de Tokyo, Parijs
- 2016 BIP - Biennale de l'Image Possible, Luik
- 2016 Riddle of the Burial Grounds, Extra City Kunsthal, Antwerpen
- 2016 Tous Belges, Centre d'Art Contemporain, CAC Meymac, Abbaye Saint André, Meymac
- 2016 Hors Pistes:11th edition, Centre Pompidou, Parijs
- 2016 Art Brussels, Harlan Levey Projects, Brussel
- 2016 Now Belgium Now, LLS 387, Antwerpen
- 2016 IMPRINTS, Harlan Levey Projects, Brussel
- 2016 KIKK Festival, Namen
- 2016 Festival Kicks, BPS22, Charleroi
- 2015 Techno City, Art Brussels, Federatie Wallonië-Brussel, Brussel
- 2015 Performance Central Alberta, Campo, Gent
- 2015 HISK Laureates, HISK, Gent
- 2015 And it Doesn't matter if the phone Rings, Moscow Biennale of Contemporary Art-Special Program, Moskou
- 2015 Etcetera III, SMAK, Gent
- 2015 Young Belgian Art Prize, Bozar, Brussel
- 2014 Limited Access: International Festival of moving images, Teheran
- 2014 31st Kassel Documentary Film and Video Festival, Kassel
- 2014 Prix Du Hainaut des Arts Plastiques, Ath
- 2014 Art Brussels, Hisk Cafe, Brussel
- 2013 TEOTWAWKI, Biennale Jeune Creation: Watch this space 7, La Galerie Commune, Tourcoing
- 2013 Superman, ISELP, Brussel
- 2013 Superman, IKOB, Museum van hedendaagse kunst, Eupen
- 2013 Cave/Construction/Ruin, Wiels, Brussel
- 2012 Science goes art, Fondation Roche, Basel
- 2012 Zinebi 54, 45 Magnun, co-director Jacques Loeuille, Bilbao
- 2012 KUNSTVLAAI Festival of Independents, The Theatre of Oklahoma, Red Shoes programme, Amsterdam
- 2012 Prix Médiatine, Brussel
- 2011 Bring us to ourselves, Module Palais de Tokyo, Parijs
- 2011 Bird's eye view of..., Musée des Beaux-Arts Charleroi, Charleroi
- 2010 Kassel Documentary Film and Video Festival, Kassel
- 2010 Soft Machine: Panorama 12, Le Fresnoy, Tourcoing
- 2009 Festival International du Court métrage de Clermont-Ferrand, Clermont-Ferrand
- 2009 Un Archipel d'expériences: Panorama 11, Le Fresnoy, Tourcoing
- 2008 Première, CAC Meymac, Abbaye Saint-André, Meymac
- 2008 Festival International du Court métrage de Clermont-Ferrand, Clermont-Ferrand

## Prijzen
- 2015 Langui Prijs, Young Belgium Art Prize, Bozar, Brussel
- 2012 Image mouvement, CNAP, Parijs
- 2012 Prix Médiatine,Centre culturel Wolubilis, Brussel